# Uprzedzenie
Antyspołeczne uprzedzenie – rodzaj postawy polegającej na odrzucaniu czegoś lub kogoś bez racjonalnych przesłanek.
Uprzedzenie do kogoś lub czegoś występuje wówczas, gdy jednostka podejmuje ocenę, wyraża negatywny osąd bez wcześniejszego doświadczenia z daną osobą czy zjawiskiem, najczęściej na podstawie fałszywych lub niekompletnych informacji. Uprzedzenia wynikają także z utrwalonych w danych społeczeństwach czy społecznościach stereotypów. W przypadku osób do czegoś uprzedzonych trudno je przekonać do pozbycia się uprzedzeń poprzez racjonalną argumentację.
Uprzedzenia stają się groźne dla funkcjonowania społeczeństwa lub pewnych kategorii społecznych, gdy przybierają charakter instytucjonalny i stają się częścią określonych ideologii (zob.: rasizmu, antysemityzmu, homofobii czy seksizmu).

## Rodzaje uprzedzeń

### Uprzedzenie awersyjne
Mechanizm działania uprzedzeń awersyjnych jest podobny do działania fobii: jego podłożem są silne negatywne emocje, takie jak lęk, wstręt, nienawiść. Każdy kontakt z przedstawicielami danej grupy jest traktowany jako zagrożenie. Uprzedzeniom awersyjnym często towarzyszy przemoc werbalna lub fizyczna, która czasem przeradza się w zorganizowany atak (holocaust podczas II wojny światowej, pogromy Żydów, porwania i morderstwa na tle rasowym). Osoba przejawiająca ten rodzaj uprzedzeń deprecjonuje lub wręcz demonizuje daną grupę, przypisując jej różne wrogie skłonności, ukryte intencje itd. (np. twierdzenia, jakoby masoni rządzili światem, w rękach Żydów spoczywała światowa finansjera, celem homoseksualistów było zniszczenie Kościoła, a Niemcy pragnęli wykupić Polskę).

### Uprzedzenia dominatywne
W tym przypadku podłożem uprzedzeń nie są silne negatywne emocje, lecz poczucie wyższości własnej grupy nad grupą dyskryminowaną. Przekonanie o niższości tej grupy wiąże się z traktowaniem jej nie jako zagrożenia, lecz jako źródło dyskomfortu czy przykrości. Jej przedstawicieli traktuje się jako ludzi konstytucyjnie mniej wartościowych – bez względu na ich dokonania. Gdyby nawet jakiś przedstawiciel dyskryminowanej grupy mógł pochwalić się ewidentnie wyróżniającymi osiągnięciami, ich istnienie będzie tłumaczone np. wyjątkowym zbiegiem okoliczności, szczęściem, przypadkiem. Ofiary dyskryminacji pełnią często rolę kozłów ofiarnych, których obwinia się za własne niepowodzenia. Jednocześnie deprecjacja danej grupy zwiększa wartość własnej grupy zgodnie z mechanizmami dehumanizacji. Uprzedzenia dominatywne przejawiają się poprzez protekcjonalne traktowanie dyskryminowanych, połączone z deklaracjami typu: „nie mam nic przeciwko ... (Żydom, Cyganom, homoseksualistom, Murzynom), ale niech trzymają się z dala ode mnie”.

### Uprzedzenia wynikające z niejasności
Podłożem uprzedzeń tego rodzaju jest niski poziom poczucia własnej wartości czy też kontrast między niską oceną siebie a (mniej lub bardziej świadomą) wysoką oceną dyskryminowanej grupy. Jednostka, aby nie czuć się gorsza, będzie obniżała wartość grupy, którą dyskryminuje, aby w ten sposób zwiększyć poczucie własnej wartości (dehumanizacja). Mamy tu do czynienia z typowym zjawiskiem zazdrości czy zawiści. Ten rodzaj uprzedzeń często przejawiają osoby o niskich zasobach finansowych względem osób bogatych. Obniżanie ich wartości polegać będzie na wysuwaniu oskarżeń typu „dorobili się na cudzej krzywdzie”, „każdy bogaty jest złodziejem” i pielęgnowaniu skojarzenia między bogatymi a złodziejami. W ten sposób jednostka może wytłumaczyć sobie, że nie jest bogata, ponieważ nie jest złodziejem. Jednocześnie cały czas pragnie dołączyć do grupy osób bogatych, co napędza jej zawiść.

### Uprzedzenia zinternalizowane
Uprzedzenia mogą zostać zinternalizowane (uwewnętrznione) nawet przez grupy społeczne, przeciw którym te uprzedzenia są skierowane. Amerykańscy psychologowie przeprowadzili eksperyment (w latach 60. XX w.), w którym przedstawili jednej grupie badanych kobiet artykuły podpisane imieniem męskim (np. John T. McKay), a drugiej grupie – te same artykuły podpisane imieniem żeńskim (np. Joan T. McKay). Okazało się, że badane kobiety oceniały znacznie wyżej artykuły podpisane męskim imieniem, nawet jeżeli tematyka dotyczyła kwestii tradycyjnie przypisywanych kobietom (np. wychowywanie dzieci). Psychologowie postawili wniosek, że kobiety nauczyły się, gdzie jest ich miejsce, uważając, że praca kobiety musi mieć mniejszą wartość niż praca mężczyzny. Inne badanie (z lat 40. XX w.) wykazało, że czarnoskóre dzieci preferowały zabawę białymi lalkami, uważając, że są one lepsze i ładniejsze. Najnowsze badania pokazują, że czarnoskóre dzieci o wiele chętniej bawią się czarnymi lalkami. Jak twierdzą psychologowie, jest to spowodowane zmniejszeniem się poziomu rasistowskich uprzedzeń w społeczeństwie amerykańskim. Inne badanie wykazało podobny postęp w przypadku oceny artykułu wyłącznie na podstawie płci autora.

## Źródła powstawania uprzedzeń
- Wychowanie i kultura

Każde dziecko wychowuje się w określonym środowisku i zdobywa wiedzę o świecie w oparciu o to, z czym ma kontakt. Dzieci przyswajają większość wartości w ciągu 10 pierwszych lat życia, a ich przyjmowanie następuje głównie przez obserwację i naśladowanie starszych. Kultura, wartości i postawy rodziców są dla dziecka głównymi wskazówkami do interpretowania otoczenia. Dotyczy to również stosunku i otwartości wobec odmiennych grup społecznych i narodowościowych. Jest więc jasne, że dzieci przejmują stereotypy i uprzedzenia swoich rodziców. Przykładem uprzedzeń tworzących się głównie w ten sposób jest stosunek części osób narodowości polskiej do Romów. Mimo że osoby narodowości romskiej żyją w Polsce już od wielu wieków, nadal dla większości Polaków pozostają obcy i niezrozumiali. Osoby uprzedzone często uznają ich prawo do „zwykłego” życia w społeczeństwie, ale wynika to ze współczucia dla ubóstwa, w którym żyją, a nie z naturalnych kontaktów międzyludzkich, i postawy, w ramach której każdy ma prawo do bycia sobą.
Według badań CBOS w 2004 roku sympatię do Romów deklarowało 15% badanych Polaków, zaś niechęć 56%. Chociaż w ostatnich latach postawa wobec Romów uległa znacznej poprawie (w 1994 roku niechęć wobec nich deklarowało 75% badanych), to ciągle pozostają oni jedną z najbardziej nielubianych przez Polaków grup etnicznych. Niechęć wobec Romów można określić jako zakorzenioną w kulturze, co jest najbardziej widoczne w warstwie językowej – np. w potocznych określeniach takich jak „ocyganić” (oszukać) czy „wycyganić” (wyprosić, wyżebrać), a także w przesądach, np. „cyganka może zauroczyć małe dziecko”. Bardzo silny jest też negatywny stereotyp Romów postrzeganych jako osoby: dopuszczające się kradzieży, leniwe i niechcące się uczyć. W podobny sposób tworzone są stereotypy i uprzedzenia wobec innych grup społecznych i etnicznych.
- Historia

Historyczne źródła tworzenia się uprzedzeń i stereotypów są ściśle związane z wychowaniem
młodych ludzi. Historia narodowa wpływa na ich świadomość w dość szerokim stopniu. Po pierwsze, samo zetknięcie się z informacjami historycznymi dokonuje pewnego podziału na grupy społeczne i narodowościowe, które odegrały pozytywną rolę w historii (w przypadku Polski będą to na przykład Francja i Stany Zjednoczone), a także te, które zapisały w niej czarne strony (w przypadku Polski Niemcy i Rosja). Po drugie, historia determinuje w pewien sposób zawartość literatury narodowej, z którą stykają się młodzi ludzie w procesie edukacji. Takie przekazy, opisujące losy konkretnych ludzi i wywołujące emocje w znacznie większym stopniu, pobudzają tworzenie się określonych stereotypów i uprzedzeń wobec przedstawicieli opisywanych w nich grup społecznych czy narodów. Po trzecie wreszcie, historia w oczywisty sposób warunkuje stereotypy i uprzedzenia konkretnych osób, te zaś przekazują je swoich potomkom. Można przyjąć, że niechęć Polaków do Rosjan i Niemców wynika w największej mierze właśnie z tego.
- Przekazy medialne

Współcześnie media „tworzą” rzeczywistość. Zaawansowana technika tworzenia przekazów radiowych, telewizyjnych oraz Internetowych sprawia, że odbiorca czuje się doskonale poinformowany. Faktycznie jednak to dziennikarze i producenci decydują od tym, co i w jaki sposób przedstawić, a kierują się przy tym własnymi założeniami i wartościami, ale także wytycznymi swoich zwierzchników. Poza garstką najbardziej wyrobionych odbiorców większość obywateli kształtuje swoje poglądy na temat innych narodowości i kultur na podstawie przekazów telewizyjnych, radiowych czy prasowych. Zakładają oni, że to, co się tam znajduje, jest czystym odzwierciedleniem rzeczywistości. Według Geerta Hofstede’a dzieje się tak, ponieważ dziennikarze mają moc sterowania ludzką uwagą i tworzenia takiego obrazu rzeczywistości, który będzie przez publiczność postrzegany jako prawdziwy (faktycznie może być zupełnie fałszywy). Jest wielu dziennikarzy, którzy dążą do przedstawiania rzeczywistości w biało-czarnych barwach i wskazywania, kto ich zdaniem jest zły, a kto dobry. Podobny mechanizm kształtowania ludzkich postaw zachodzi w przekazach fabularnych, w których łatwo jest dokonać stereotypizacji konkretnych grup społecznych. Bardzo dobrym przykładem tego są amerykańskie, niskobudżetowe produkcje filmowe, w których najczęściej Rosjanie i Chińczycy to bezwzględni przestępcy bądź skorumpowani oficerowie, Serbowie to bezwzględni najemnicy, zaś Amerykanie (oczywiście kierujący się wyłącznie wzniosłymi wartościami) muszą z wyżej wymienionymi „zrobić porządek”.
Rozbudzenie negatywnych stereotypów i uprzedzeń wyłącznie poprzez medialne przekazy można nazwać stygmatyzacją medialną. Przykładem takiego mechanizmu w polskim społeczeństwie jest duża niechęć wobec Serbów, a przede wszystkim wobec Arabów. Serbowie są Polakom znani wyłącznie z przekazów o konfliktach militarnych w byłej Jugosławii i Kosowie (przekazów często zakrawających na propagandę, co potwierdza tezę Hofstede’a o tworzeniu „telewizyjnej rzeczywistości”), więc stereotyp Serba w Polsce zbudowany jest z cech związanych agresją i brutalnością.
- Negatywne doświadczenia

Każde zetknięcie się z przedstawicielem innej grupy społecznej powoduje, przynajmniej w minimalnym stopniu, modyfikację stereotypu o tej grupie. Jeśli doświadczenia z przedstawicielem grupy, która nie miała wcześniej wyraźnego stereotypu, są negatywne, zostaje zbudowana podstawa uprzedzenia.